# Anni Matthiesen
Anni Holm Kirkegaard Matthiesen (nascida a 8 de fevereiro de 1964, em Faaborg) é uma política dinamarquesa, membro do Folketing pelo partido político Venstre. Ela foi eleita para o parlamento nas eleições legislativas dinamarquesas de 2011.

## Carreira política
Matthiesen foi eleita pela primeira vez para o parlamento nas eleições de 2011, nas quais recebeu 7.017 votos. Foi reeleita na eleição de 2015 com 8.197 votos e em 2019 com 11.308 votos.